# Portal (sobrenome)
Portal é um sobrenome de origens portuguesa, espanhola, galega (Espanha), catalão (parte da Espanha) e de judeu sefardita. Portal deriva da palavra espanhola "portal", que significa "portão". Também é de origem francesa, originário do sul da França e sendo derivado da palavra francesa "porta(i)l" que também significa "portão".  
O sobrenome Portal é um nome topográfico, que possivelmente foi adotado por alguém que vivia perto dos portões de uma cidade fortificada, geralmente desempenhando o papel de porteiro. Ou pode ter sido adotado por pessoas que residiam em lugares chamados Portal em Portugal, Galiza e França, ou na França, Le Portal. 
Uma outra possibilidade é que o sobrenome Portal possa ser de origem judaica asquenaze, possivelmente uma forma abreviada de Portugal.
Embora seja um sobrenome pouco comum, ele pode ser encontrado em todos os estados do Brasil, principalmente no estado do Pará.